# Ghost in the Shell 2: Innocence
Ghost in the Shell 2: Innocence, cuyo título original en japonés es Innocence (イノセンス?), es una película japonesa de anime del año 2004 escrita, producida y dirigida por Mamoru Oshii.
Nueve años después de la primera película de la saga, Mamoru Oshii retoma la trama iniciada por ésta, con la misma ambientación cyberpunk. En declaraciones de Mamoru Oshii, esta segunda entrega concluye el universo de Ghost in the Shell mostrado en las películas, negando su participación en una tercera parte, pero sin dejar de colaborar estrechamente aportando ideas y referencias para la serie Ghost in the Shell: Stand Alone Complex.

## Sinopsis
El oficial Batou investiga tres asesinatos recientemente sucedidos en un callejón a manos de una muñeca sexual. Al encontrarse con la asesina, Batou nota que algo no concuerda, pues la muñeca ginoide intenta suicidarse pidiendo ayuda. 
Daisuke Aramaki ordena a Batou y Togusa investigar este caso para conocer si puede tener relación alguna para ser llevado por la Sección 9. En otro asesinato ligado al caso, Batou encuentra dentro de un libro la fotografía holográfica del rostro de una niña. Esto lleva a Batou a investigar casi por cuenta propia el caso hasta llegar a la fábrica en donde se crean a las ginoides, y allí le sorprende su "ángel de la guarda".

## Personajes principales
- Batou: Protagonista de la película. Es un cyborg acorazado de cuerpo completo y oficial la Sección 9, siendo compañero de Togusa. Tras la primera película y la marcha de la Mayor se ve envuelto en un ambiente solitario y apenas se relaciona con sus demás compañeros de equipo.
- Togusa: Miembro de la Sección 9 y compañero de Batou. En la película tiene la ardua tarea de monitorizar el estado emocional de su compañero. Al igual que en la primera película, Togusa sigue sin tener ningún miembro prostético, únicamente cyber-implantes para conexiones remotas.
- Daisuke Aramaki: Jefe de la Sección 9. Asigna el caso principalmente a Batou y Togusa para investigar los asesinatos a manos de las ginoides.
- Ishikawa: Otro de los miembros de la Sección 9. Es bastante secundario en la película, aunque cobra mucha importancia en uno de los sucesos en los que se ve envuelto Batou.

## Elenco de voces
- Akio Ōtsuka como Batou
- Atsuko Tanaka como Motoko Kusanagi
- Kōichi Yamadera como Togusa
- Tamio Ōki como Daisuke Aramaki
- Yutaka Nakano como Ishikawa
- Naoto Takenaka como Kim
- Yoshiko Sakakibara como Haraway
- Hiroaki Hirata como Koga
- Masaki Terasoma como Azuma
- Katsunosuke Hori como jefe de forenses
- Hisami Muto como niña rescatada

## Alusiones y referencias
La película abre con una cita de La Eva futura, de Auguste Villiers de L'Isle-Adam:
"Si nuestros dioses y esperanzas no son nada más que fenómenos científicos, entonces se puede decir que nuestro amor es también científico."
Entre los autores a los que se alude en la cinta están Confucio, Platón, Descartes, John Milton, Jacob Grimm, Donna Haraway o científicos como el sociólogo Max Weber y el biólogo Richard Dawkins, tratando temáticas como el determinismo biológico.

## Música

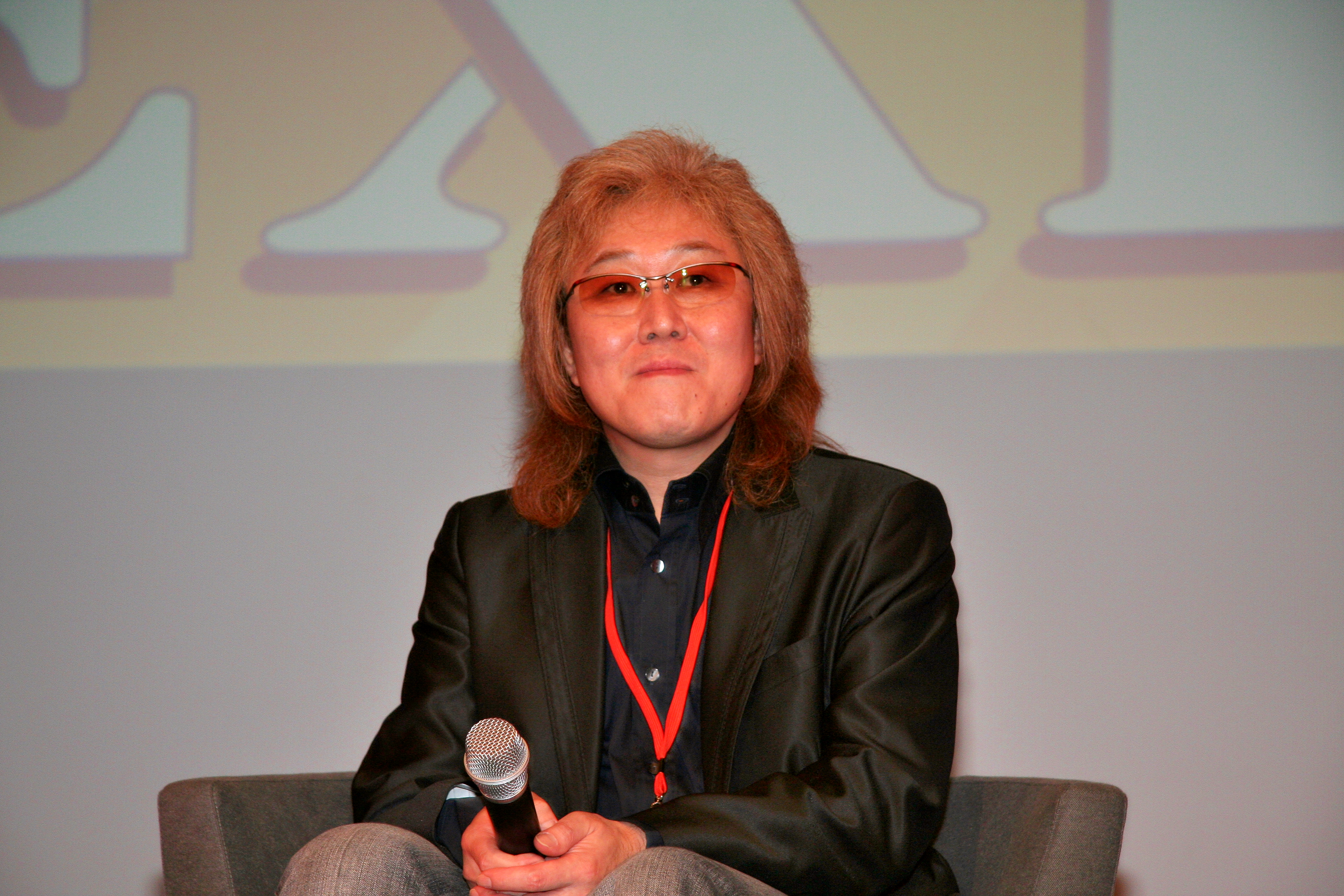
Kenji Kawai volvió a hacerse cargo de la banda sonora al igual que en Ghost in the Shell (1995).

La banda sonora original de la película estuvo a cargo de Kenji Kawai, quien también había realizado la música para la primera película. Oshii habló con Kawai para que la banda sonora no fuese sino una prolongación de la misma que en la primera película. De este modo Kawai volvió a contar con el coro que dio la voz a los acordes del compositor, ampliado esta vez de las 3 voces originales a más de 70 coristas que expandieron la versatilidad de esta composición. La parte musical del final de la película, el tema «Follow Me», es una versión del Concierto de Aranjuez, del compositor valenciano Joaquín Rodrigo.

## Recepción
Ghost in the Shell 2: Innocence fue presentada en el Festival Internacional de Cine de Cannes y en el Festival de Cine de Sitges del año 2004; en Cannes fue nominada a la Palma de Oro y en Sitges fue galardonada como mejor película con el premio Orient Express.